# ウラジミール・シシュキン
ウラジミール・イゴレビッチ・シシュキン（Vladimir Igorevich Shishkin、1991年7月26日 - ）は、ロシアのプロボクサー。サラトフ州出身。

## 来歴
2018年5月30日、サンクトペテルブルクのジムニー・スタディオンでセルゲイ・コミットスキーとWBAアジアスーパーミドル級暫定王座決定戦を行い、7回59秒TKO勝ちを収め王座を獲得した。
2018年7月21日、モスクワのオリンピック・スタジアムでガサン・ガサノフとWBAアジアスーパーミドル級王座決定戦を行い、5回24秒KO勝ちを収め初防衛に成功し正規王座に認定された。
2018年10月13日、エカテリンブルグのエカテリンブルグ・エキスポでナジム・モハメディーと対戦し、10回1分49秒TKO勝ちを収め2度目の防衛に成功した。
2019年5月14日、ドミトリー・サリタ率いるサリタ・プロモーションズと契約した。
2022年12月17日、ザ・コスモポリタン内チェルシー・ボール・ルームで元IBF世界スーパーミドル級王者のホセ・ウスカテギとIBF世界スーパーミドル級挑戦者決定戦を行い、12回3-0（2者が117-111、115-113）の判定勝ちを収めサウル・アルバレスへの挑戦権を獲得した。
2024年7月26日、IBF世界スーパーミドル級王者サウル・アルバレスとエドガー・ベルランガの試合が内定したことで、IBFはIBF世界スーパーミドル級1位のウィリアム・スクールとの指名試合にアルバレスが応じないと判断し、アルバレスのIBF世界スーパーミドル級王座を剥奪した。これに伴い、IBFはスクールとIBF世界スーパーミドル級2位のシシュキンにIBF世界スーパーミドル級王座決定戦を行うよう指令した。
2024年10月19日、ベルリン郊外ファルケンセのシュタンツァーレでIBF世界スーパーミドル級1位のウィリアム・スクールとIBF世界スーパーミドル級王座決定戦を行うも、12回0-3（113-116、112-116、113-115）の判定負けを喫しプロ初黒星と同時に王座獲得に失敗した。

## 獲得タイトル
- WBAアジアスーパーミドル級暫定王座
- WBAアジアスーパーミドル級王座